# Astrid Rothe-Beinlich

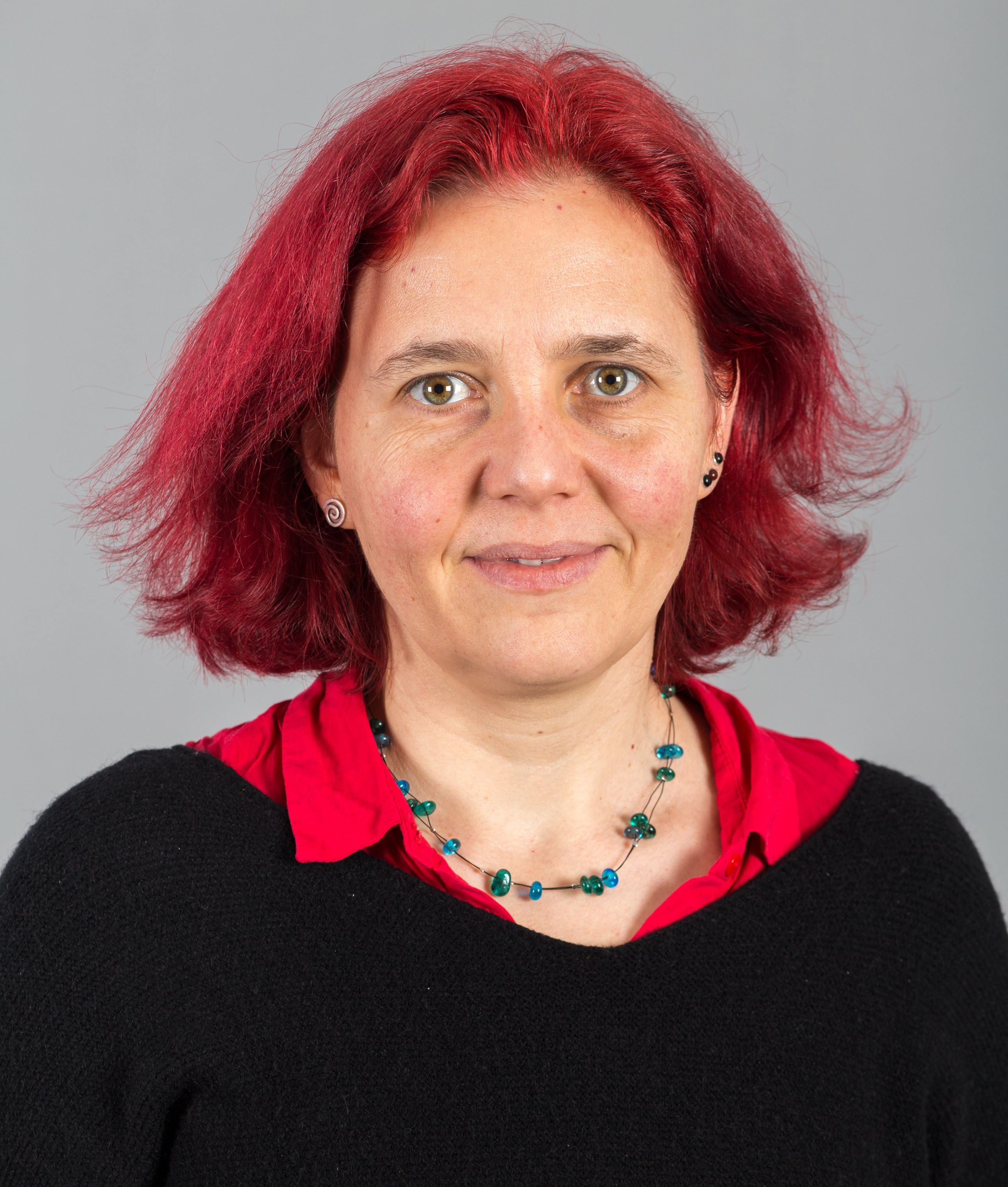
Astrid Rothe-Beinlich (2016)

Astrid Rothe-Beinlich (* 21. Dezember 1973 in Leipzig als Astrid Rothe) ist eine deutsche Politikerin (Bündnis 90/Die Grünen). Sie war von Januar 2000 bis November 2009 Landessprecherin von Bündnis 90/Die Grünen in Thüringen und von Dezember 2006 bis Oktober 2013 Mitglied des Bundesvorstandes und frauenpolitische Sprecherin. Von 2009 bis 2024 war sie Abgeordnete des Landtags Thüringen und ab 2020 Fraktionsvorsitzende ihrer Fraktion.

## Werdegang
Astrid Rothe-Beinlich begann 1987, sich in der kirchlichen Umweltbewegung in der DDR zu engagieren. 1989 war sie an der Besetzung der Erfurter Stasi-Zentrale beteiligt. Ab 1991 arbeitete sie im Aktionskreis für den Frieden, gründete autonome Jugend- und Kulturprojekte mit und engagierte sich in der Anti-Atom-Bewegung sowie bei Radio F.R.E.I. gegen Rechtsextremismus und Fremdenfeindlichkeit.
Von 1995 bis 2002 studierte sie an der Friedrich-Schiller-Universität Jena Germanistik und Philosophie auf Lehramt. Sie ist verheiratet und lebt mit ihrer Tochter, ihrem Mann und dessen drei Töchtern in Erfurt-Marbach.

## Politik
Rothe-Beinlich wurde 1997 Beisitzerin im Landesvorstand bei Bündnis 90/Die Grünen in Thüringen. Dort war sie zuständig für Innen- und Jugendpolitik. Ab Januar 2000 war sie Landessprecherin der Bündnisgrünen in Thüringen, ab 2002 in Doppelspitze. Von 2000 bis 2004 an war sie außerdem Mitglied des Parteirates von Bündnis 90/Die Grünen auf Bundesebene. Beim Landesparteitag der Thüringer Grünen im November 2009 stellten sich Astrid Rothe-Beinlich und Frank Augsten nicht erneut als Landessprecher zur Wahl. Ihre Nachfolger wurden Madeleine Henfling und Dieter Lauinger.
Zwischen Juni 2004 und Januar 2007 war Rothe-Beinlich Stadträtin in Erfurt und dort Vorsitzende des Ausschusses Schule und Sport sowie stellvertretende Vorsitzende des Jugendhilfeausschusses.
Am 2. Dezember 2006 wurde sie in den Bundesvorstand und zur Frauenpolitischen Sprecherin der Bundespartei gewählt. Neben der Frauenpolitik liegen ihre Schwerpunktthemen in den Bereichen Sozialpolitik – hier insbesondere die eigenständige Existenzsicherung –, Bildungspolitik, Rechtsextremismus, Friedenspolitik und strukturschwache Regionen. Sowohl 2008, 2010 als auch 2012 wurde sie jeweils für eine zweijährige Amtszeit erneut in den Bundesvorstand gewählt. Der gesamte Bundesvorstand trat nach der Bundestagswahl 2013 zurück.
Im August 2009 war sie Spitzenkandidatin ihrer Partei zur Landtagswahl in Thüringen. Nach 15 Jahren schafften die Grünen erstmals wieder den Einzug in den Thüringer Landtag, dem Rothe-Beinlich seitdem angehört. Sie war in der 5. Legislaturperiode Vizepräsidentin des Thüringer Landtags und Parlamentarische Geschäftsführerin der bündnisgrünen Landtagsfraktion. Zur Landtagswahl 2014 trat Rothe-Beinlich im Wahlkreis 025 Erfurt II als Direktkandidatin an und zog erneut über die Landesliste der Partei BÜNDNIS 90/DIE GRÜNEN Thüringen ein. Dort ist sie in der aktuellen Legislaturperiode Sprecherin für Bildung, Jugend und Sport, Asyl, Migration und Integration, Justiz sowie für Aufarbeitung und Religion ihrer Fraktion. Am 17. März 2020 folgte sie Dirk Adams im Fraktionsvorsitz nach.
Von 2014 bis Oktober 2019 war sie Mitglied im Ausschuss für Bildung, Jugend und Sport, im Ausschuss für Migration, Justiz und Verbraucherschutz und im Untersuchungsausschuss 6/3 „Möglicher Amtsmissbrauch“ (seit Dezember 2016) sowie im Richterwahlausschuss und im Gremium für die Überprüfung von Abgeordneten; stellvertretendes Mitglied im Gleichstellungsausschuss, im UA 6/1 (NSU), im UA 6/2 (Immelborn) und im Europa- und Kulturausschuss des 6. Thüringer Landtages sowie zuständig für die Themen Bildung und Jugend, Migration, Integration und Flucht, Justiz sowie Religion, Rassismus und Aufarbeitung. Seit Mai 2016 war sie zudem stellvertretendes Mitglied im Landesjugendhilfeausschuss.
Von März 2015 bis Mai 2019 war sie Stadträtin in Erfurt, Vorsitzende des Ausschusses für Soziales, Familie und Gesundheit (seit Mai 2015), Mitglied im Jugendhilfeausschuss sowie Mitglied des Aufsichtsrates der SWE Stadtwerke GmbH (Holding). Ab Juni 2019 wirkte sie erneut als Stadträtin in Erfurt und als  Vorsitzende der Stadtratsfraktion. Im September 2019 wurde sie Vorsitzende des Ausschusses für Soziales, Familie und Gesundheit.
Von Oktober 2019 bis März 2020 war sie Parlamentarische Geschäftsführerin der Fraktion Bündnis 90/Die Grünen im 7. Thüringer Landtag und seit November 2019 Vizepräsidentin des Landtages. Im Dezember 2019 wurde sie Mitglied im Ausschuss für Bildung, Jugend und Sport, im Ausschuss für Migration, Justiz und Verbraucherschutz sowie Mitglied im Richterwahlausschuss und im Landesjugendhilfeausschuss, ferner zuständig für die Themen Bildung, Jugend, Sport, Frauen, Queerpolitik, Migration, Justiz, Verbraucherschutz, Aufarbeitung und Religion.
Seit März 2020 wurde sie Fraktionsvorsitzende von B90/Die Grünen im Thüringer Landtag in der 7. Legislaturperiode. Für die Landtagswahl in Thüringen 2024 kandidierte Rothe-Beinlich nicht erneut für den Thüringer Landtag, aus dem sie im September 2024 auschied.

## Ehrenamtliches Engagement
Rothe-Beinlich ist vielfältig ehrenamtlich engagiert. Zum Beispiel als Mitglie im Thüringer Flüchtlingsrat, bei den Thüringer Flüchtlingspaten für Syrien, als Delegierte im Landesfrauenrat, bei DAKT und Ökoherz, im Förderverein des Evangelischen Ratsgymnasiums Erfurt, bei der Ökumenischen Bahnhofsmission Erfurt e. V., dem Erfurter Jugendtheater Die Schotte, sowie Fördermitglied von Sea-Watch und Sea-Eye.